# Preámbulo de la Carta de las Naciones Unidas

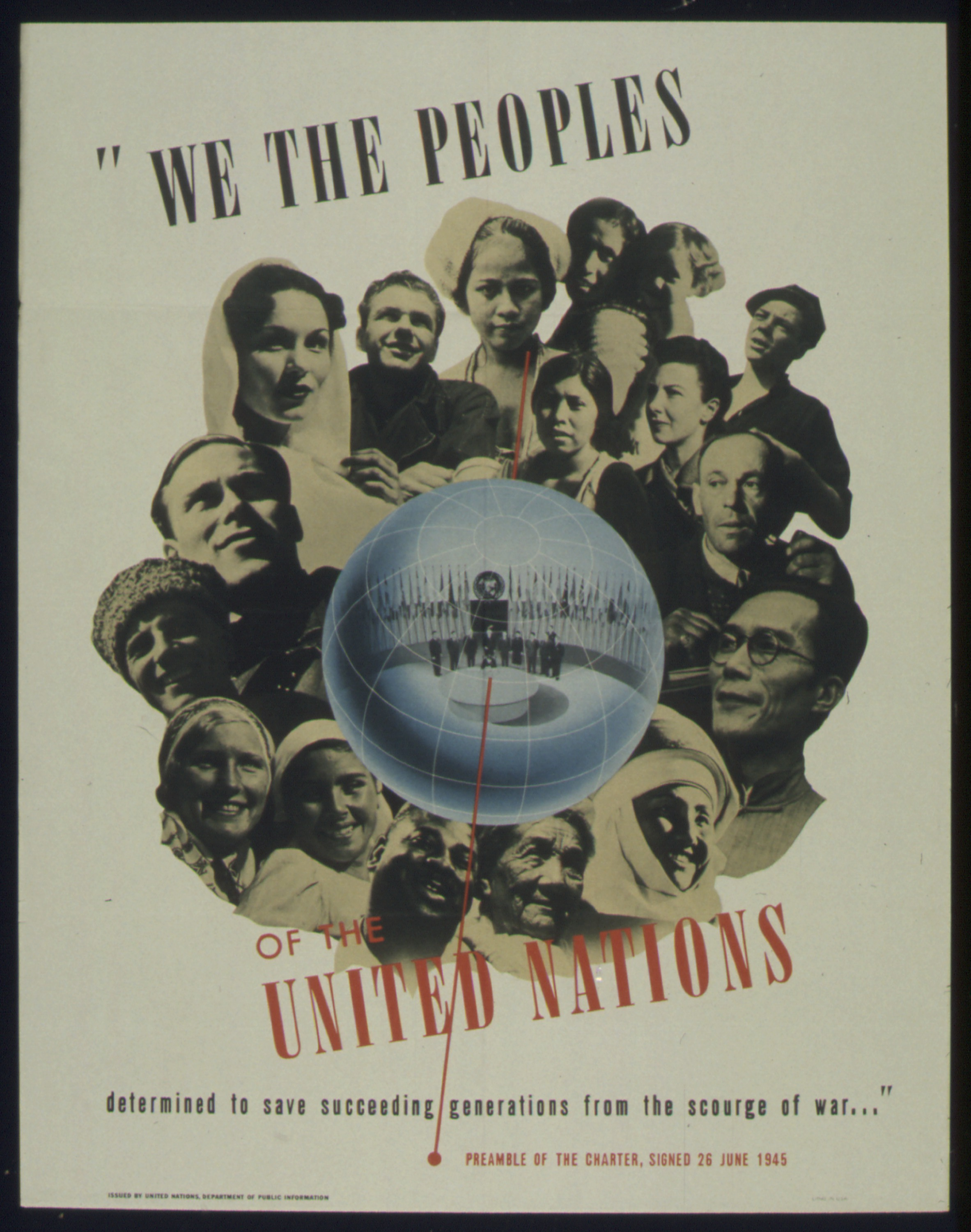

El Preámbulo de la Carta de las Naciones Unidas es el inicio (preámbulo) de la Carta de las Naciones Unidas.

## Historia
En un primer momento, Jan Smuts escribió las primeras líneas del Preámbulo, "Las Altas Partes Contratantes, decididas a impedir que se reitere la lucha fratricida que por dos veces durante nuestra generación ha infligido indecibles sufrimientos y pérdidas a la humanidad. . . " el cual habría sido similar a las líneas iniciales del Pacto de la Sociedad de las Naciones. Tras un largo debate en la Conferencia de San Francisco, Virginia Gildersleeve consiguió cambiar y abreviar el Preámblo, conservando, sin embargo, la mayor parte del texto original de Smuts en su parte final.
La frase de apertura "Nosotros, los pueblos de las Naciones Unidas. . ", que recordaba a la de la Constitución de los Estados Unidos, fue sugerida por Sol Bloom, congresista delegado estadounidense. La frase introductoria "Para una mayor libertad" se convirtió en el título de una propuesta de reforma de la ONU del secretario general Kofi Annan.

## Texto
El Preámbulo dice lo siguiente:

NOSOTROS LOS PUEBLOS DE LAS NACIONES UNIDAS RESUELTOS A
- preservar a las generaciones futuras del flagelo de la guerra que por dos veces durante nuestra generación ha infligido a la humanidad sufrimientos indecibles,
- reafirmar la fe en los derechos fundamentales del hombre, en la dignidad y el valor de la persona humana, en la igualdad de derechos de hombres y mujeres, y de las naciones grandes y pequeñas,
- y crear las condiciones bajo las cuales se puedan mantener la justicia y el respeto a las obligaciones emanadas de los tratados y de otras fuentes del derecho internacional, y a promover el progreso social y un mejor nivel de vida en mayor libertad,

Y PARA CONSEGUIR ESTOS FINES, A
- practicar la tolerancia y la vida pacífica en común los unos con los otros, como buenos vecinos,

- unificar nuestras fuerzas para mantener la paz y la seguridad internacional,
- garantizar, por medio de la aceptación de principios y la creación de métodos, que la fuerza armada no sea usada, salvo en el interés común,
- y emplear la maquinaria internacional para promover el desarrollo social y económico de todos los pueblos,

HEMOS DECIDIDO AUNAR NUESTROS ESFUERZOS PARA CUMPLIR CON ESTOS OBJETIVOS 

En consecuencia, nuestros respectivos Gobiernos, a través de representantes reunidos en la ciudad de San Francisco que han exhibido sus plenos poderes, encontrados en buena y debida forma, han convenido la presente Carta de las Naciones Unidas y, por este acto, crean una organización internacional que será conocida como las Naciones Unidas.